# Dellamora greenwoodi
Dellamora greenwoodi là một loài bọ cánh cứng trong họ Mordellidae. Loài này is voor het eerst wetenschappelijk beschreven bởi Blair.